# Medaille „Für Verdienste im Dienst“

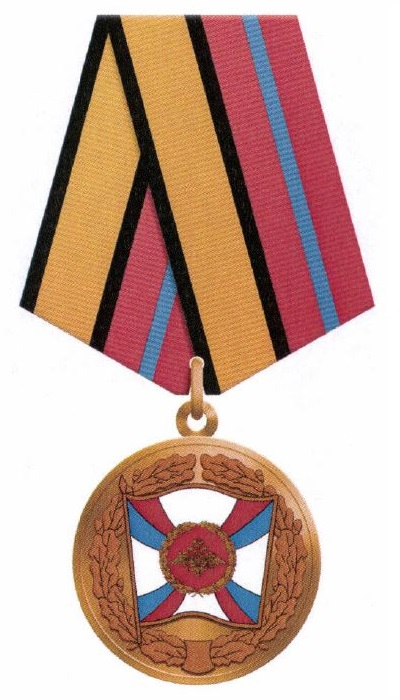
Medaille

Die Medaille „Für Verdienste im Dienst“ («За трудовую доблесть») ist eine Auszeichnung des Russischen Verteidigungsministeriums.

## Geschichte
Die Medaille wurde nach dem gleichnamigen sowjetischen Vorbild am 5. Juni 2000 durch den Verteidigungsminister der Russischen Föderation gemäß Ukas No. 310 gestiftet. Das Statut der Auszeichnung wurde bisher durch Ukas No. 220 vom 5. April 2014 und No. 692 vom 27. Oktober 2016 geändert.
Im Zuge der Anpassung des gesamten Systems der Auszeichnungen des Russischen Verteidigungsministeriums durch Ukas No. 777 vom 14. Dezember 2017 wurde das Band der Auszeichnung geändert, die Auszeichnung ansonsten aber übernommen.

## Verleihungspraxis
Die Medaille wird gemäß Statut im Anhang des Erlasses No. 777 an folgende Personen verliehen:
- An Zivilbedienstete in den Organen des Russischen Verteidigungsministeriums mit einer Gesamtbeschäftigungsdauer von mindestens 15 Jahren für „untadeligen und effektiven Dienst und die gewissenhafte Erfüllung der dienstlichen Pflichten“
- Darüber hinaus an Bedienstete der Rüstungsindustrie mit einer Gesamtbeschäftigungsdauer von mindestens 15 Jahren für die „Mitwirkung bei der Erfüllung des staatlichen Verteidigungsauftrages im Interesse des Russischen Verteidigungsministeriums“

Geeignete Kandidaten für die Verleihung werden durch den vorgesetzten Kommandeur und den zuständigen Gewerkschaftsvorsitzenden bestimmt, die Verleihung erfolgt durch den russischen Verteidigungsminister.

## Privilegien
Träger der Medaille sind berechtigt, den Titel „Veteran der Arbeit“ («ветеран труда») zu führen. (Gemäß Absatz 3 des Ukas No. 777 und dem russischen Veteranen-Gesetz (Федеральному закону РФ «О ветеранах»)).

## Trageweise
Die Medaille reiht im aktuellen Auszeichnungssystem des russ. MoD vor der Medaille „Michail Kalashnikow“ und nach der Medaille „Für besondere Verdienste im Militärdienst“.